# Рикуорд, Эджелл
Джон Эджелл Рикуорд (англ. John Edgell Rickword; 22.10.1898, Колчестер, Англия — 15.03.1982) — британский поэт, коммунист.

## Биография
Родился в семье библиотекаря.
Участник Первой мировой войны, офицер, был дважды ранен; отмечен Военным крестом.
После демобилизации учился в Пембрук-колледже Оксфордского университета.
Работал литературным работником.
Член Коммунистической партии Великобритании с 1934 года, где являлся одним из видных интеллектуалов. Дружил с такими её членами-литераторами, как Джек Линдсей и Рэндалл Свинглер.
Первый сборник стихов, «Behind the Eyes», выпустил в 1921 году.